# Емендинген
Емендинген (њем. Emmendingen) град је у њемачкој савезној држави Баден-Виртемберг. Једно је од 24 општинска средишта округа Емендинген. Према процјени из 2010. у граду је живјело 26.511 становника. Посједује регионалну шифру (AGS) 8316011.

## Географски и демографски подаци
Емендинген се налази у савезној држави Баден-Виртемберг у округу Емендинген. Град се налази на надморској висини од 201 метра. Површина општине износи 33,8 km². У самом граду је, према процјени из 2010. године, живјело 26.511 становника. Просјечна густина становништва износи 785 становника/km².

## Међународна сарадња
| Мјесто         | Држава               | Врста сарадње | Од    |
| -------------- | -------------------- | ------------- | ----- |
| Петах Тиква    | Израел               | пријатељство  | 2000. |
| Њуарк          | Уједињено Краљевство | контакт       | 2000. |
| Каосиунг       | Тајван               | контакт       | 2000. |
| Бишвилер       | Француска            | пријатељство  | 2000. |
| Сандомјеж      | Пољска               | партнерство   | 1990. |
| Њуарк          | Уједињено Краљевство | партнерство   | 1983. |
| Си Фур ле Плаж | Француска            | партнерство   | 1978. |
| Селеста        | Француска            | пријатељство  | 2000. |
| Извор          |                      |               |       |